# Burgstall Dornberg (Ansbach)
Der Burgstall Dornberg ist eine abgegangene Höhenburg auf einem Hügel etwa 125 Meter nordöstlich des Westausgangs von Dornberg, einem heutigen Stadtteil von Ansbach in Mittelfranken in Bayern.

## Geschichte
Die Burg wurde im 12. Jahrhundert durch die Herren von Dornberg erbaut. Sie ging vom Bistum Würzburg zu Lehen. Der Ort wurde 1232 von Graf von Oettingen gekauft. 1246 verfügte Rudolf von Dornberg für seinen Todesfall ohne Nachkommen, dass die Burgen Dornberg und Lichtenau an den Würzburger Bischof fallen sollten. In der Folge siedelten die Herren von Schalkhausen auf die Burg Dornberg über und benannten sich nach ihr. Nach dem Tode Wolframs von Dornberg 1288 erbten die Grafen von Oettingen die Burg. 1331 erwarb Burggraf Friedrich IV. von Nürnberg die Burg von den Grafen von Oettingen. Nach dem ersten Markgrafenkrieg wurde 1460 in einem Schiedsspruch beschlossen, dass Markgraf Albrecht Achilles Burg und Herrschaft Dornberg vom Würtzburger Bischof zu Lehen nehmen soll. 1525 wurde die Burg im Zuge des Bauernkrieges zerstört. Ab 1563 ist das Baumaterial der Burg für die Errichtung des markgräflichen Schlosses in Ansbach und der dortigen Kanzlei verwendet worden. 1737 wurden die Grundmauern des Bergfrieds freigelegt und ausgebrochen. 1890 wurden die Fundamente der Burggebäude freigelegt, danach aber wieder mit Sand bedeckt. 	
Von der ehemaligen Burganlage sind nur noch der tiefe Halsgraben und Wallreste erhalten.